# Castillo de Soria Moria

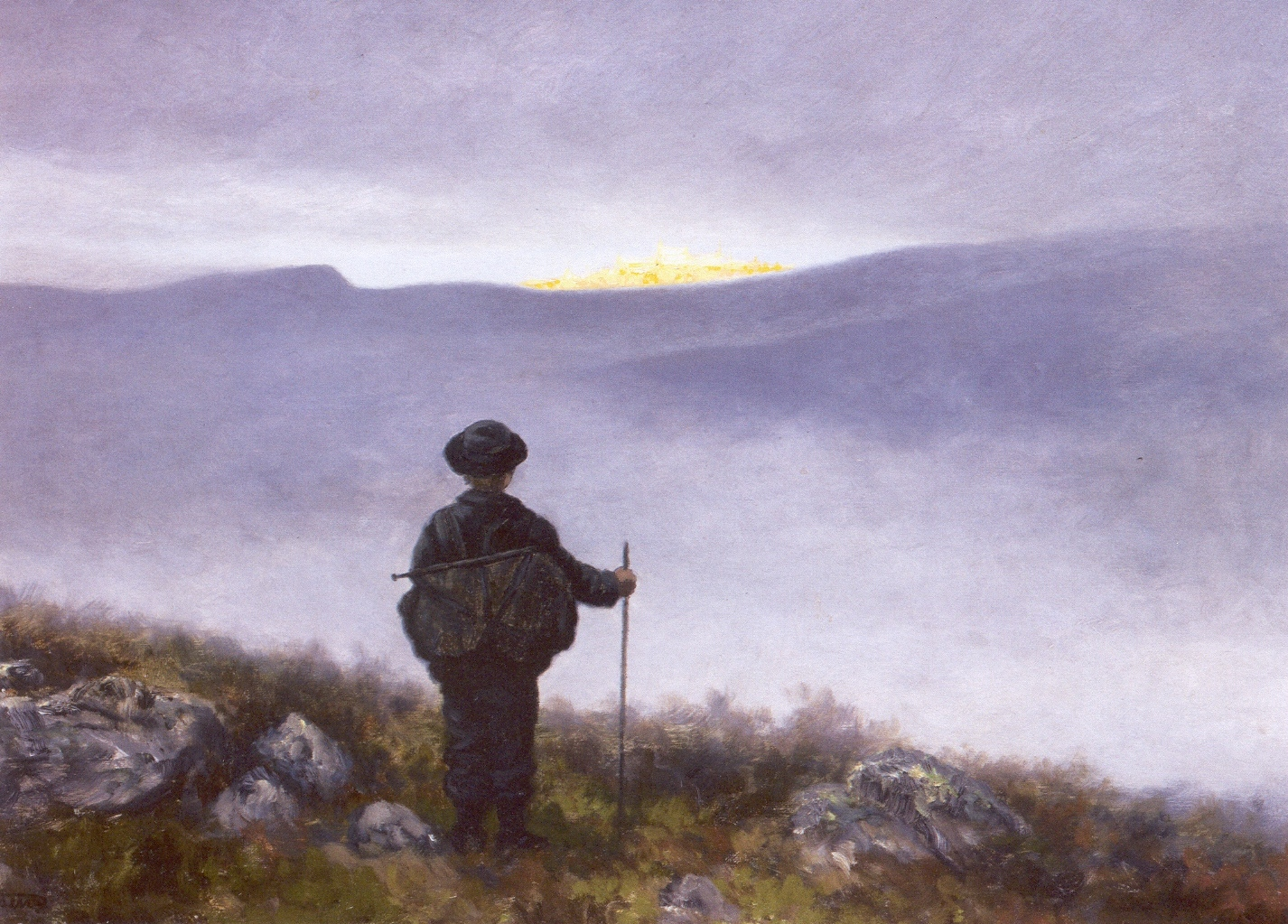
Soria Moria por Theodor Kittelsen (1881).

El castillo de Soria Moria (Soria Moria slott) es un cuento de hadas noruego que alcanzó la fama gracias a Peter Christen Asbjørnsen y Jørgen Moe quienes lo incluyeron en su obra clásica Norske Folkeeventyr. Posteriormente Andrew Lang incluyó la historia en su colección de cuentos de hadas en The Red Fairy Book.

## Sinopsis

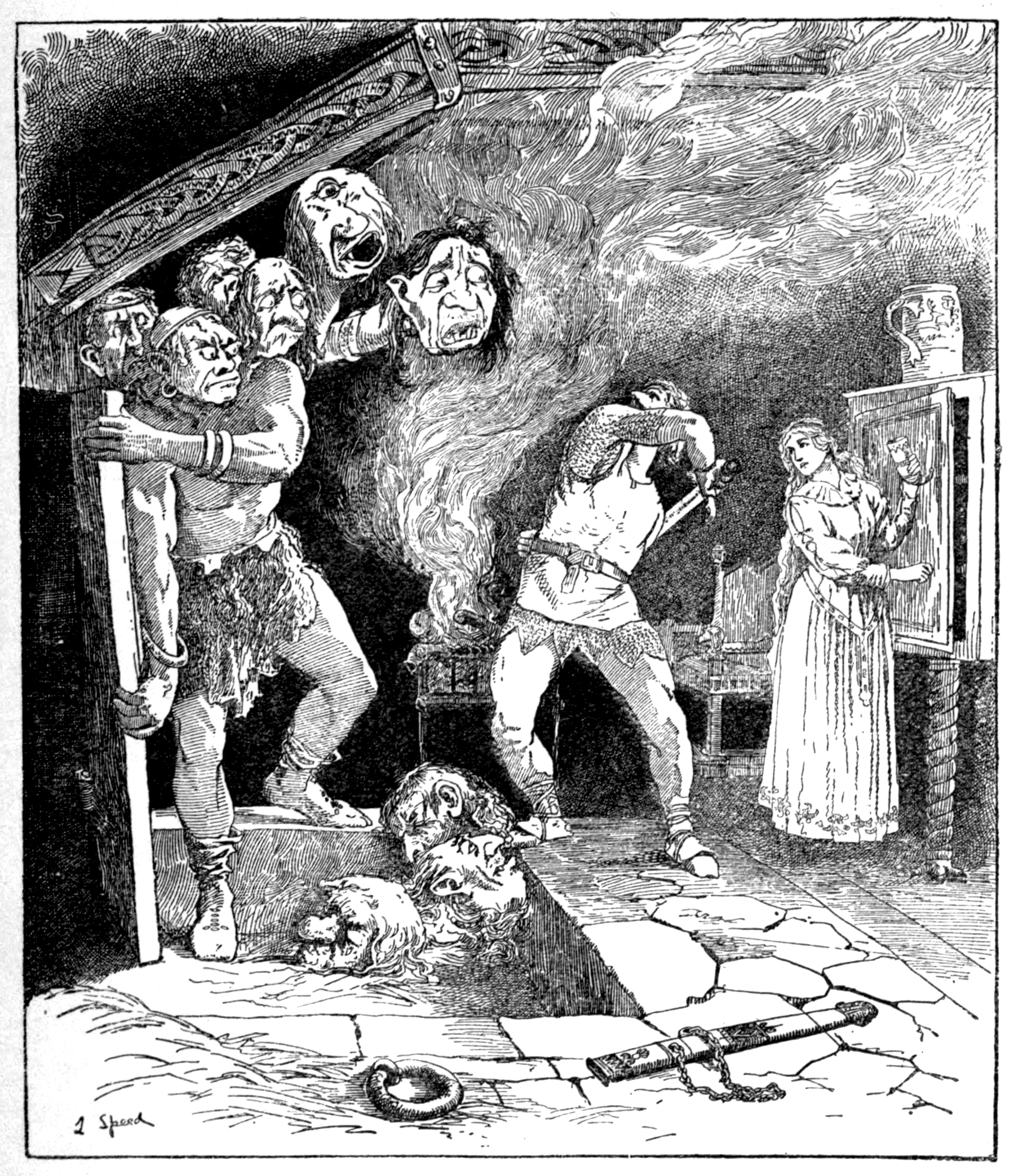
Ilustración de Lancelot Speed en The Red Fairy Book

Una pareja pobre tiene un hijo llamado Halvor que era un bueno para nada (Noruego:Askeladden, literalmente "joven de las cenizas" o "ceniciento", por entretenerse hurgando entre las cenizas del fuego con una vara sin hacer nada útil). Un día, el capitán de un barco le preguntó si no le gustaría navegar por el mar. Halvor asintió y se hizo a la mar, y una tormenta los desvió de su rumbo. Cuando Halvor desembarcó, se puso a caminar y encontró un castillo. Al llegar a él, una princesa le advirtió que allí vivía un trol con tres cabezas y que lo iba a devorar. Halvor se negó a partir. La princesa le dio de comer y le pidió que intentara blandir una espada. Halvor no pudo hacerlo, entonces la princesa le sugirió que tomara un brebaje de un recipiente, y Halvor descubre que ahora sí tiene fuerza para empuñar la espada. Halvor peleó contra el trol y lo mató. Luego, la princesa le contó sobre sus otras dos hermanas, quienes también estaban retenidas y cautivas por troles, y Halvor también las rescató, a pesar de que un trol tenía seis cabezas y el otro nueve.
Las princesas le dijeron que las tres estaban dispuestas a desposarse con él. Halvor eligió a la princesa más joven, pero extrañaba a sus padres y quería contarles lo que le había sucedido. Así pues, las princesas le dieron un anillo mágico de los deseos para que pudiera transportarse con sus padres y regresó con ellos, pero le advirtieron que no las debía mencionar. A sus padres les costó reconocer a su hijo bajo la apariencia de este gran señor, pero estaban muy contentos de verlo de nuevo. Las jóvenes de su pueblo huían avergonzadas ante su presencia, ya que anteriormente se habían burlado de él. Halvor deseó que las princesas estuvieran con él para mostrarle a las jóvenes de su pueblo cuán avergonzadas debían estar. Ante su deseo las princesas aparecen. La princesa más joven persuade a Halvor para que se recueste y duerma, una vez dormido ella le coloca un anillo en un dedo, toma el anillo de los deseos y pide regresar al Castillo de Soria Moria junto con sus hermanas.
Halvor despierta y decide ir en su búsqueda, compra un caballo, y encuentra una casita con una pareja de ancianos; la anciana mujer tenía una nariz tan larga que se podía atizar el fuego con ella. Halvor les preguntó si sabían cuál era el sendero hacia el Castillo de Soria Moria, pero ellos no lo conocían, como tampoco lo sabía la Luna cuando la anciana le preguntó, pero la anciana le canjeó un par de botas que daban pasos de 30 kilómetros a cambio de su caballo, y le dijo que esperara a que soplara el viento del oeste. El viento del oeste sabía donde estaba el castillo de Soria Moria, y que allí iba a celebrarse un casamiento. Halvor partió con el viento del oeste. Cuando llegó al castillo, Halvor colocó el anillo que la princesa le había dado dentro de una taza e hizo que le llevaran la taza a la princesa. Ella lo reconoció y se casó con Halvor en vez de su nuevo novio.

## Comentario
Para los noruegos el Castillo de Soria Moria es probablemente el más popular y conocido de los cuentos folclóricos noruegos. La búsqueda del castillo de Soria Moria puede ser considerada como una progresión, el símbolo de la felicidad perfecta. Según la leyenda, la senda hacia el castillo no se encuentra claramente demarcada, y el viaje se hace en solitario, ya que todas las personas son diferentes y por lo tanto no pueden alcanzar su meta de la misma manera. Es una característica de la mayoría de los relatos folclóricos noruegos que contienen una mezcla de realismo y humor popular. Estos relatos folclóricos presentan numerosos valores, ideas y personajes propios del país. Uno de los valores más frecuentemente encontrados en estos relatos es la idea de una persona común que logra superar las circunstancias de su cuna y alcanza el éxito.
La leyenda ha permanecido viva en Noruega. En 1881, Theodor Severin Kittelsen hizo una pintura muy famosa entre los noruegos sobre Soria Moria, que apareció en una edición ilustrada de los Norske Folkeeventyr. La leyenda fue escrita en forma de poema en la novela de 1933, Længselens Baat (El bote de la añoranza) de Ole Edvart Rølvaag. Más recientemente, fue utilizada para una canción llamada Soria Moria en el disco de 1989 de la cantante noruega Sissel Kyrkjebø. La declaración de Soria Moria, que fue negociada en el 2005 en el Hotel Soria Moria en Oslo, formó la base del primero y segundo gobierno del primer ministro de Noruega, Jens Stoltenberg.
El músico estadounidense Phil Elverum (como Mount Eerie) mencionó la pintura del castillo y su foso en su álbum de 2017, A Crow Looked at Me, usándola como una alegoría para el camino aparentemente intransitable que se toma para escapar del dolor y el duelo.

## Interpretación del nombre
Se desconoce el significado exacto del nombre Soria Moria. Pudiera estar relacionado con Moriah, el nombre de una cadena montañosa en el Libro del Génesis.  Según la tradición, este fue el sitio en el cual Abraham casi sacrifica a Isaac.